# Goianira
Goianira é um município brasileiro do estado de Goiás, localizado na Região Metropolitana de Goiânia. Sua população, conforme censo do IBGE em 2022, era de 71 916 habitantes.

## História
Em 1920 é fundado o povoado pelo Padre Pelágio Sauter, vigário da Paróquia Trindade, com o nome de São Geraldo, que em 1935, foi elevado a categoria de distrito. 
Em 1940, o distrito foi rebatizado para "Itaim", pertencente ao município de Goiânia, e tornou-se ponto de apoio para construção para a nova capital de Goiás. Em 1942, foi novamente rebatizada para "Itaitê", mas logo retornou a nome original (São Geraldo). Em 31 de dezembro de 1943, o distrito de São Geraldo passou a denominar-se Goianira.
Em 9 de dezembro de 1958, foi elevada a categoria de município por meio da Lei Estadual n.º 2.363.

## Geografia
A área do município é de 212,552 km², representando 0,062% do estado de Goiás, 0,013% da Região Centro-Oeste do Brasil e 0,002% de todo o território brasileiro. Situa-se a 16°30'20" de latitude sul e 49°25'13" de longitude oeste e está a uma distância de 27 quilômetros a oeste da capital goiana. Seus municípios limítrofes são Caturaí e Inhumas a norte, Brazabrantes a nordeste, Santo Antônio de Goiás a leste, Goiânia a sudeste e Trindade a sul. De acordo com a divisão do Instituto Brasileiro de Geografia e Estatística vigente desde 2017, o município pertence às Regiões Geográficas Intermediária e Imediata de Goiânia. Até então, com a vigência das divisões em microrregiões e mesorregiões, o município fazia parte da microrregião de Goiânia, que por sua vez estava incluída na mesorregião do Centro Goiano.

### Hidrografia
O município faz parte da bacia Meia Ponte. A a captação e tratamento de água  do município são realizados pela Companhia Saneamento de Goiás (Saneago), na estação de tratamento de água da cidade e toda captação é de origem de poços artesianos (11 em 2013).

### Clima
O clima goianirense é caracterizado como tropical com estação seca (Aw segundo classificação climática de Köppen-Geiger).

## Demografia
Em 2010, a população do município foi contada pelo Instituto Brasileiro de Geografia e Estatística (IBGE) em 34 060 habitantes, sendo que 17 120 habitantes eram do sexo masculino, correspondendo a 50,26%, enquanto 16 940 habitantes eram do sexo feminino, totalizando a 49,74% da população. Ainda segundo o censo brasileiro daquele ano, 33 451 pessoas viviam na zona urbana (98,21%), e 609 em zona rural (1,79%). De acordo com a estimativa para o ano de 2019, a população ampliou-se a 44 289 habitantes, sendo o 131º mais populoso de Goiás. Apresenta, consoante essa estimativa, uma densidade populacional de 162,94 habitantes por km².
Da população total em 2010, 5 785 habitantes (16,98%) tinham menos de 15 anos de idade, 12 191 habitantes (36,44%) tinham de 15 a 64 anos e 743 pessoas (2,18%) possuíam mais de 65 anos, sendo que a esperança de vida ao nascer era de 74,87 anos e a taxa de fecundidade total por mulher era de 2,2. O Índice de Desenvolvimento Humano Municipal (IDH-M) de Goianira é considerado médio, segundo o Programa das Nações Unidas para o Desenvolvimento (PNUD) no ano de 2010. Seu valor era de 0,694, sendo então o 133º maior de todo o estado de Goiás. O coeficiente de Gini, que mede a desigualdade social, era de 0,39, sendo que 1,00 é o pior número e 0,00 é o melhor.
Em 2010, segundo dados do censo do IBGE daquele ano com a autodeclaração de cada goianirense, a população era composta por 12 672 brancos (37,20%), 18 317 pardos (53,78%), 2 335 negros (6,86%), 729 amarelos (2,14%) e 8 indígenas (0,02%). Considerando-se a região de nascimento, 25 469 eram nascidos no Centro-Oeste (74,78%), 4 631 no Nordeste (13,60%), 1 849 no Sudeste (5,43%), 1 918 no Norte (5,63%) e 97 no Sul (0,28%). 24 946 habitantes eram naturais do estado de Goiás (73,24%) e, entre os 9 114 naturais de outras unidades da federação, Bahia era o estado com maior presença, com 1 790 pessoas (5,26%), seguido pelo Maranhão, com 1 495 habitantes residentes no município (4,39%). De acordo com dados do censo de 2010, a população municipal está composta por católicos (53,86% do total), evangélicos (31,97%), pessoas sem religião (10,69%), espíritas (0,83%) e 2,65% divididos entre outras religiões.

## Política e administração
A administração municipal se dá pelos Poderes Executivo e Legislativo. O Executivo é exercido pelo prefeito, auxiliado pelo seu gabinete de secretários. O poder executivo do município de Goianira é representado pelo prefeito, consoante determinação da Constituição Brasileira de 1988. O atual é Cleyton Amaral David Bento, do Partido UNIÃO BRASIL(UNIÃO), ELEITO em 2024 com 18 305votos (61,66% dos votos válidos), ao lado de Ronnie Assis, do MDB (MDB), como vice-prefeito. O Poder Legislativo, por sua vez é constituído pela câmara municipal, composta por onze vereadores eleitos para mandatos de quatro anos. Cabe à casa elaborar e votar leis fundamentais à administração e ao Executivo, especialmente o orçamento participativo, conhecido como Lei de Diretrizes Orçamentárias.
A cidade pertence à 101ª zona eleitoral do estado de Goiás e possuía, em abril de 2020, 36 454 eleitores, de acordo com o Tribunal Superior Eleitoral (TSE), o que representa 0,791% do eleitorado goiano.

## Infraestrutura

### Educação
Na área da educação, o Índice de Desenvolvimento da Educação Básica (IDEB) obtido por alunos do 5º ano das escolas públicas de Goianira foi de 5,7 em 2017, enquanto que do 9º ano foi de 5,0 (numa escala de avaliação que vai de nota 1 a 10). Em 2010, 97,6% das crianças entre sete e 14 anos estavam matriculadas em instituições de ensino. O município contava, em 2018, com 10 219 matrículas nas instituições de educação infantil e ensinos fundamental e médio da cidade. O valor do Índice de Desenvolvimento Humano (IDH) da educação era de 0,635 no ano de 2010.

### Comunicações
O código de área (DDD) do município é 062 e o Código de Endereçamento Postal (CEP) da cidade vai de 75370-000 a 75374-999. O serviço postal é atendido por uma agência da Empresa Brasileira de Correios e Telégrafos, localizada na Vila Padre Pelágio. A cidade também é amplamente coberta pelo serviço de telefonia móvel 4G.